# Piatra (Cocorăștii Colț), Prahova
Piatra este un sat în comuna Cocorăștii Colț din județul Prahova, Muntenia, România.
În 1887, satul făcea parte din comuna Negoești, plasa Târgșor, iar în 1892 avea 63 de locuitori, 29 bărbați și 34 femei.